# Kári Nielsen
Kári Nielsen (Sandur, 3 marzo 1981) è un ex calciatore faroese, di ruolo centrocampista.